# IC 4566
IC 4566 ist eine Spiralgalaxie vom Hubble-Typ Sab im Sternbild Bärenhüter am Nordsternhimmel. Sie ist schätzungsweise 255 Millionen Lichtjahre von der Milchstraße entfernt.
Das Objekt wurde am 20. August 1890 von Edward Barnard entdeckt.